# 布加勒斯特地鐵5號線
布加勒斯特地鐵5号线（羅馬尼亞語：Linia M5 a metroului din București）是布加勒斯特地鐵的一條路線，于2020年9月15日开通运营。5号线首先開通的路段將是Râul Doamnei至Valea Ialomiţei部分，這一部分全長7.2 km（4.5 mi）。之後5号线還將延長，預計總建設費用是7.4億歐元。

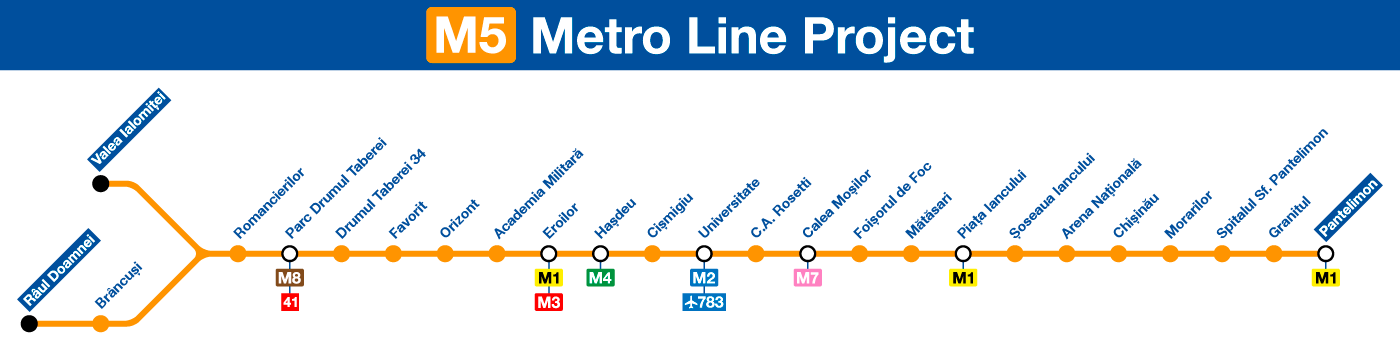
5号线线路图